# Paragus
Paragus là một chi ruồi trong họ Syrphidae.

## Hình ảnh

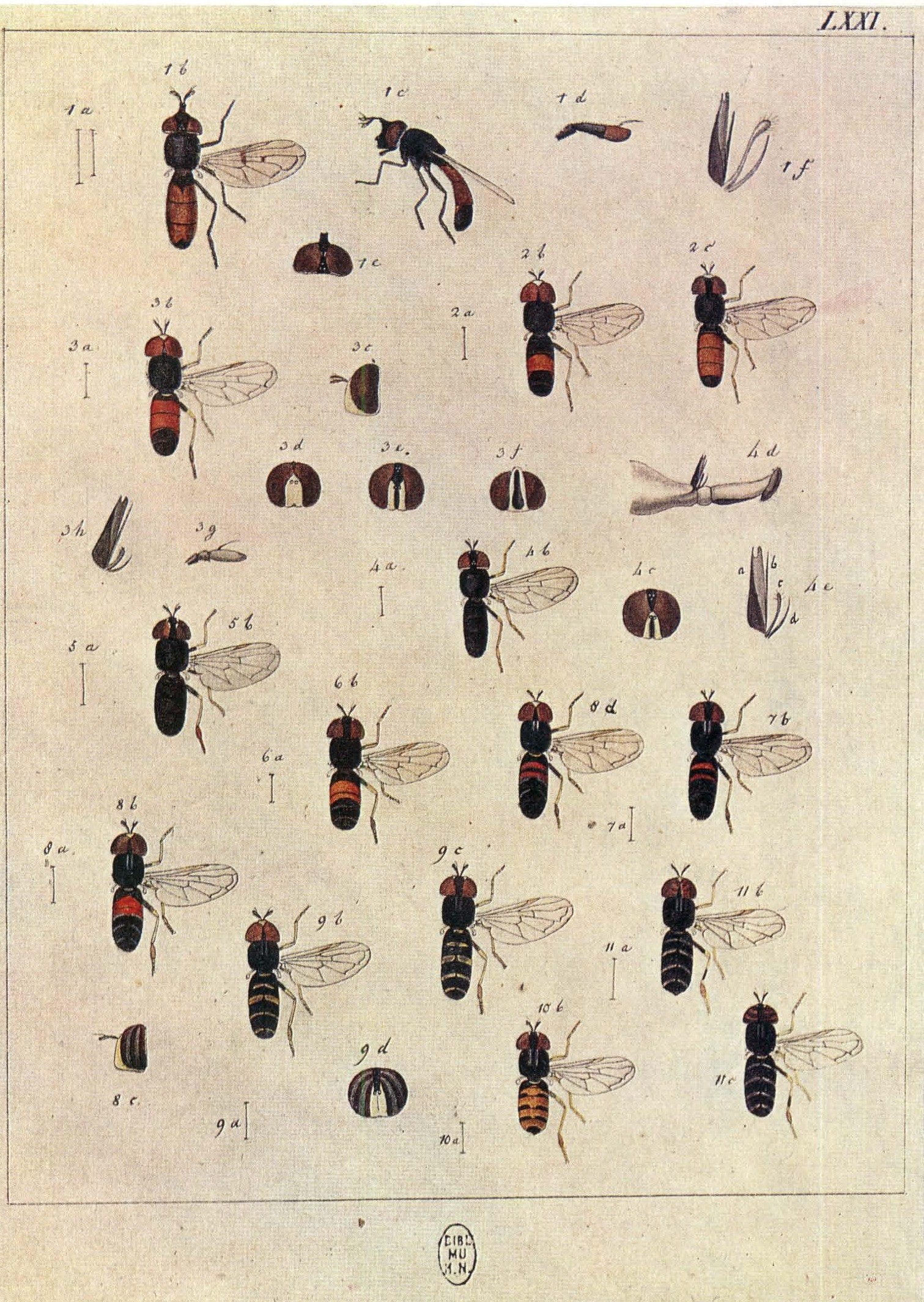
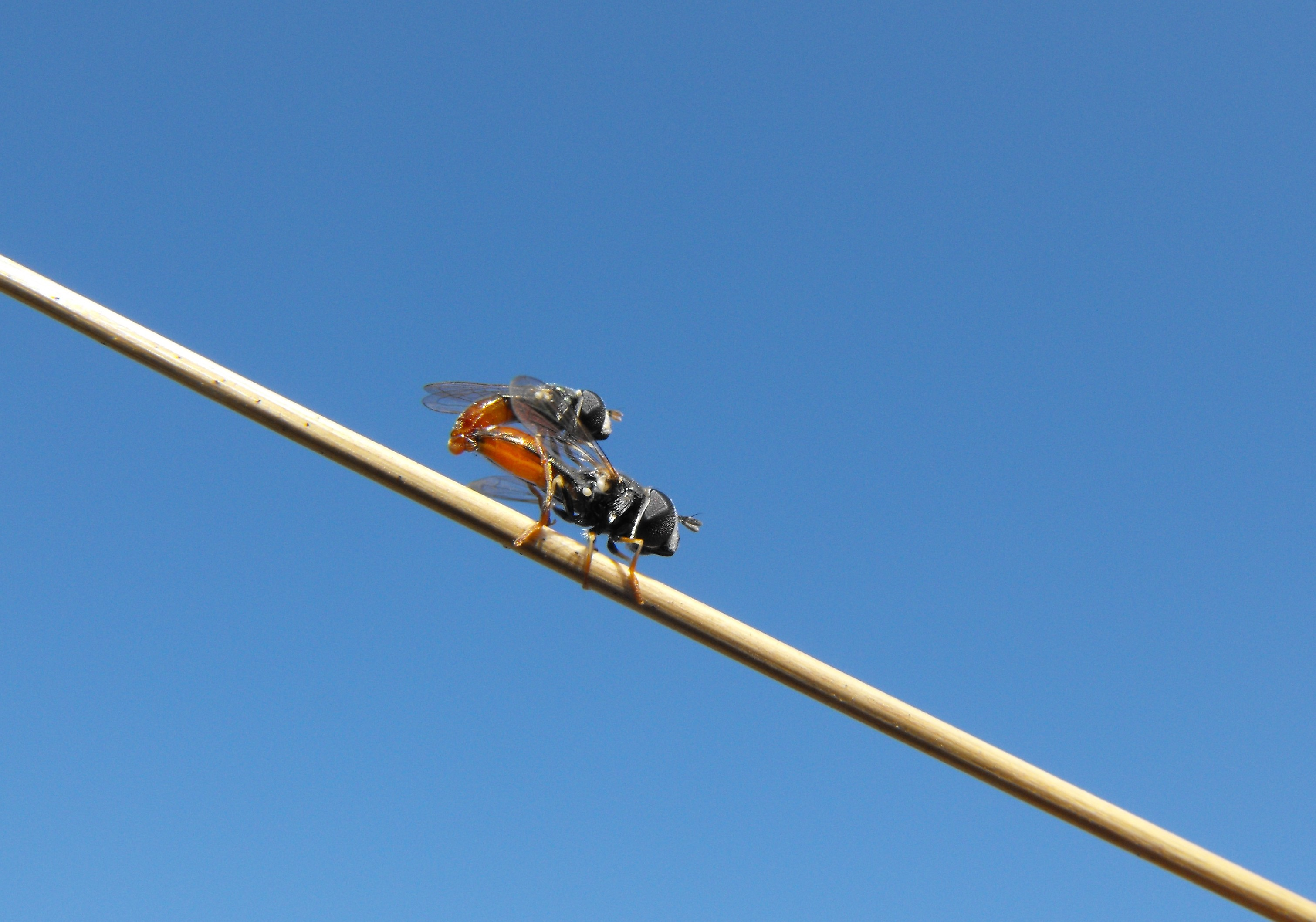
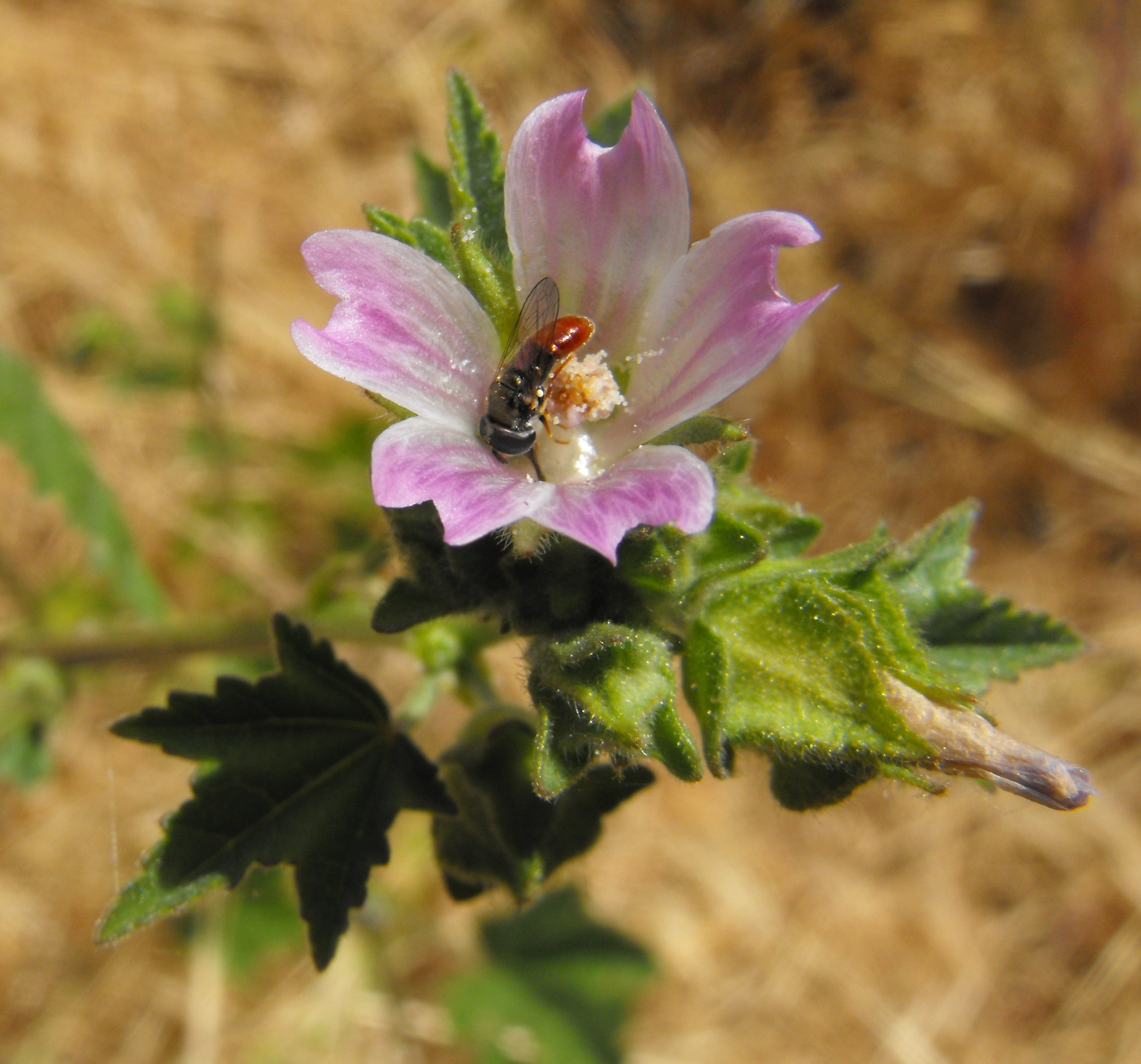

- Tập tin:Paragus sp - ngày 10 tháng 8 năm 2013.webm